# Baltasar Gracián
Baltasar Gracián y Morales (n. 8 ianuarie 1601, Belmonte de Gracián⁠(d), Aragon, Spania – d. 6 decembrie 1658, Tarazona, Aragon, Spania) a fost un călugăr iezuit, erudit, gânditor stoic, moralist și prozator spaniol din perioada epocii de aur a barocului.
Alături de Francisco de Quevedo, a fost reprezentant de seamă al conceptismului.

## Scrieri
- 1637: Eroul ("El héroe"), replică la Il principe al lui Machiavelli
- 1640: Politicianul Don Fernando Catolicul ("El político Don Fernando el Católico")
- 1642: Finețea și arta omului de spirit ("Agudeza y arte de ingenio"), tratat de etică conceptistă și teorie literară
- 1646: Înțeleptul ("El discreto")
- 1647: Oracolul manual și arta prudenței ("Oráculo manual y arte de prudencia"), culegere de aforisme, ghid al înțelepciunii timpului ce îl va influența pe La Rochefoucauld
- 1651 - 1657: Criticonul ("El Criticón"), roman filozofic în formulă alegorică, opera cea mai importantă a conceptismului, care oferă o cuprinzătoare reprezentare asupra vieții omenești și a instituțiilor sociale.

## Importanța operei
Prin opera sa caracterizată printr-o mare forță de creație și un stil cizelat, bogat în imagini și antiteze originale, Baltasar Gracián a dat stilului baroc o deosebită finețe.